# Acacia schlechteri
Acacia schlechteri é uma espécie de leguminosa do gênero Acacia, pertencente à família Fabaceae.